# بي إم دبليو آي
بي إم دبليو آي هي علامة تجارية فرعية من الشركة الألمانية بي إم دبليو لإنتاج السيارات الكهربائية ومكوناتها تحتها. الخطط الأولية للشركة هي الإفراج عن سيارتين؛ الأولى بي إم دبليو آي 3 وهي سيارة تعمل بالكهرباء فقط والثانية بي إم دبليو آي 8 وهي سيارة هجينة. تم عرض فكرة هذا النوع الجديد من المركبات في عام 2009 في معرض فرانكفورت للسيارات.

## معرض الصور

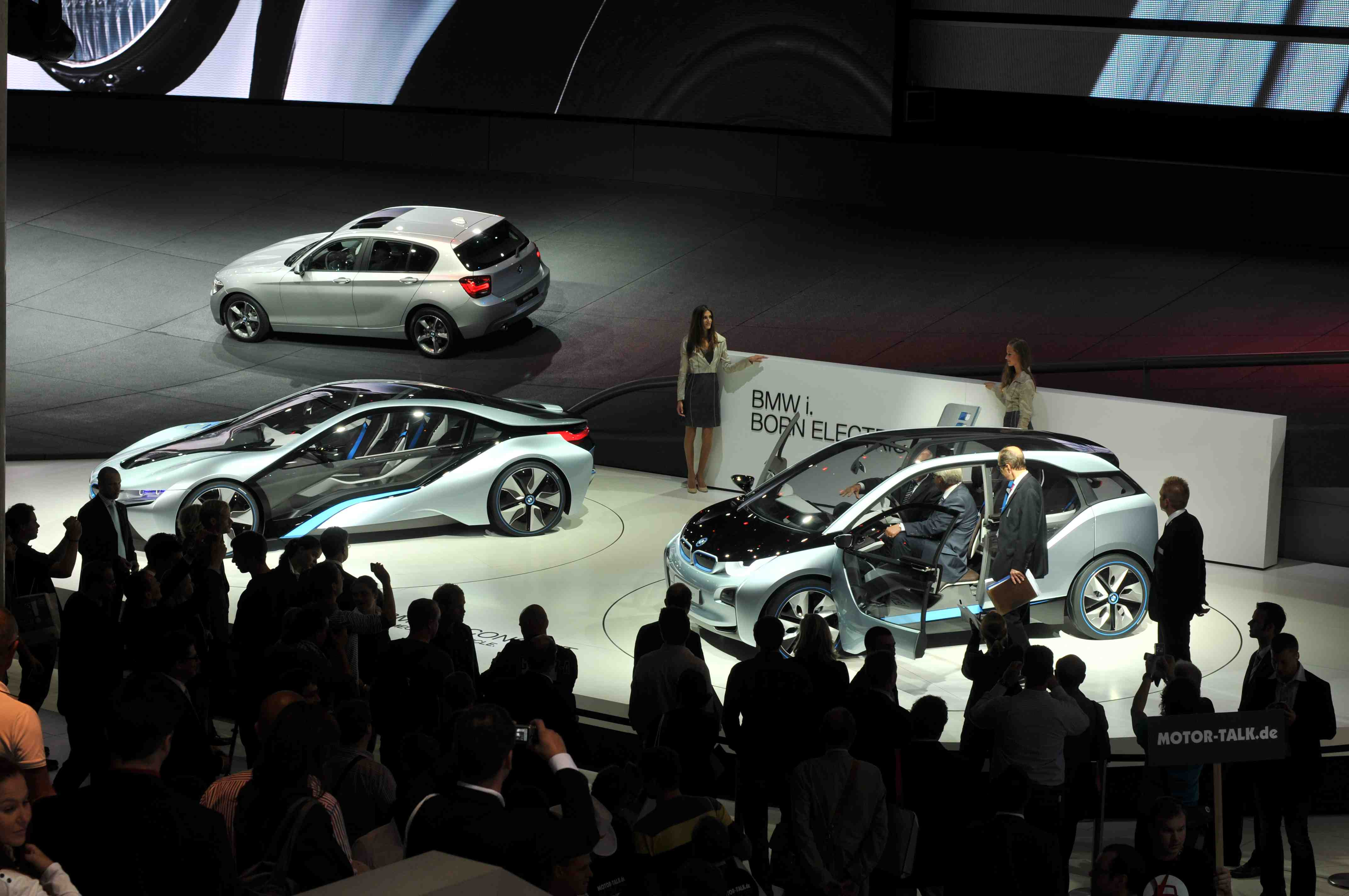
بي إم دبليو آي 3 وبي إم دبليو آي 8 تم عرض فكرتهما في معرض فرانكفورت للسيارات
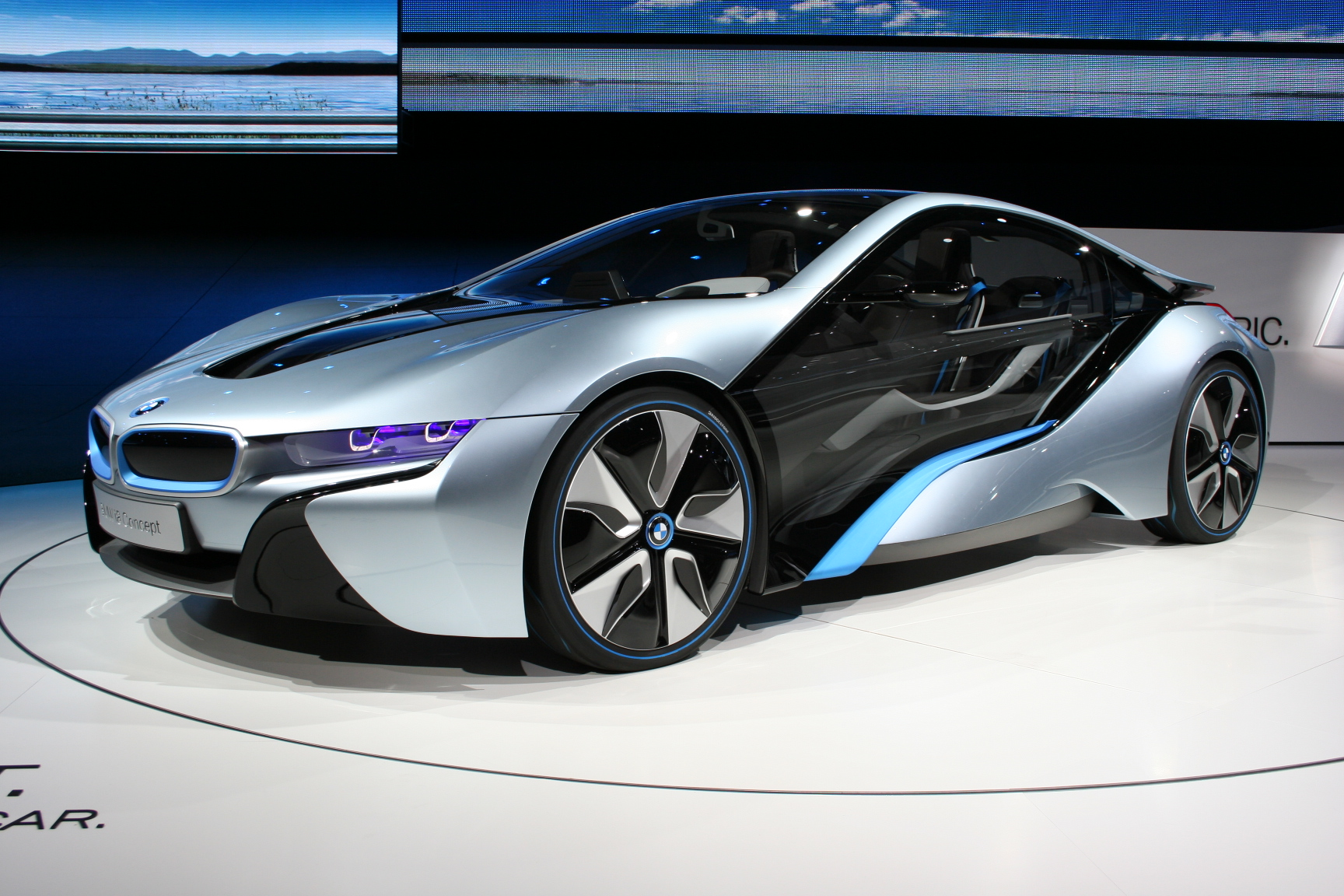
بي إم دبليو آي 8 هي سيارة هجينة
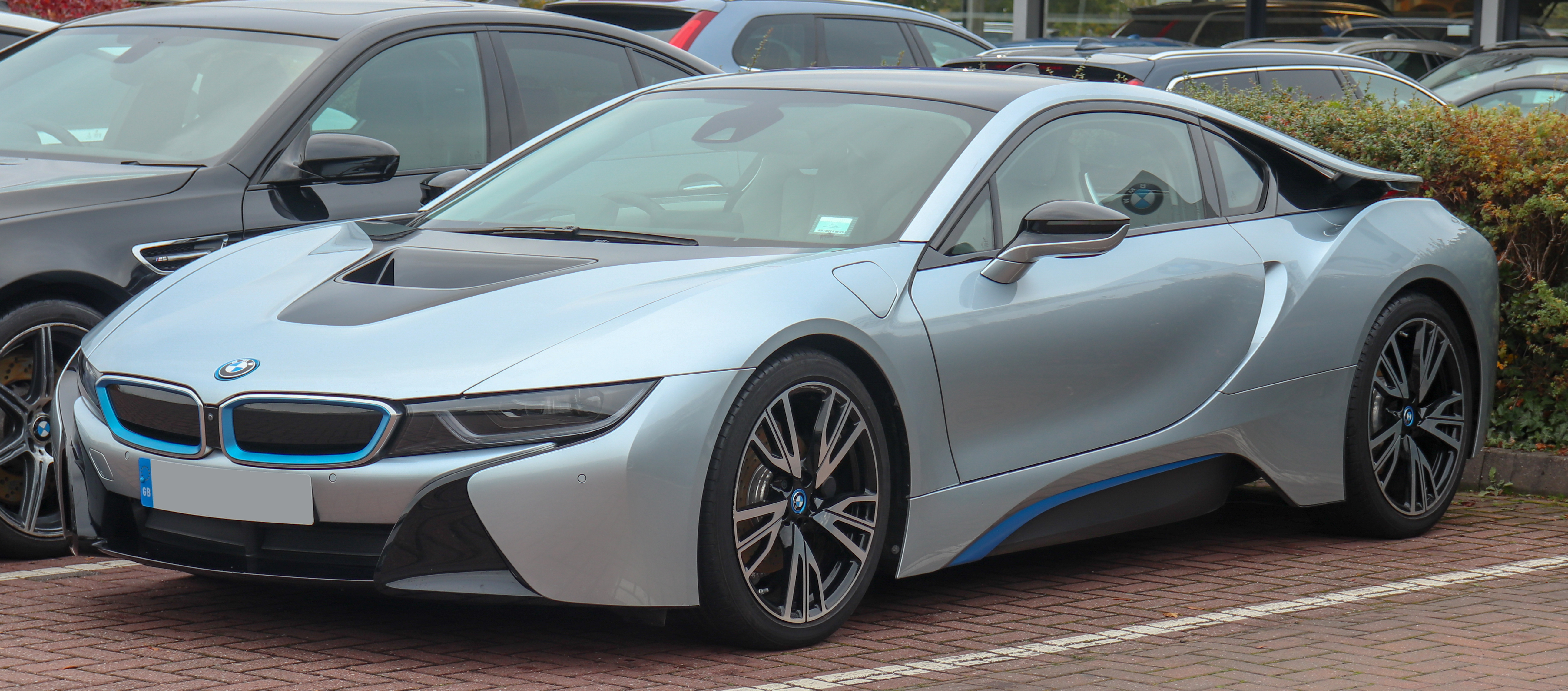
نسخة الإنتاج التجاري من بي إم دبليو آي 8 التي تم عرضها في معرض فرانكفورت
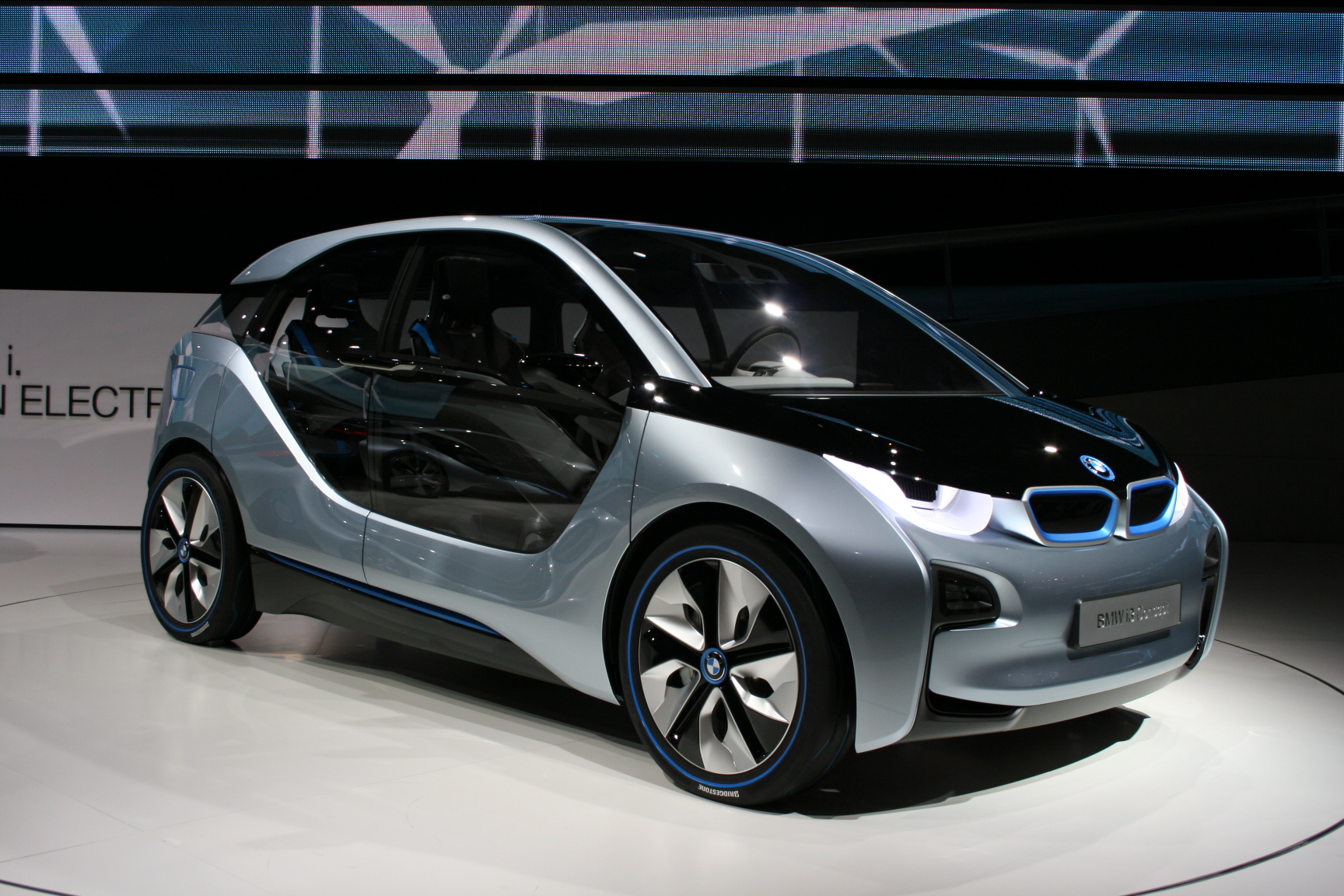
بي إم دبليو آي 3 هي سيارة تعمل بالكهرباء فقط
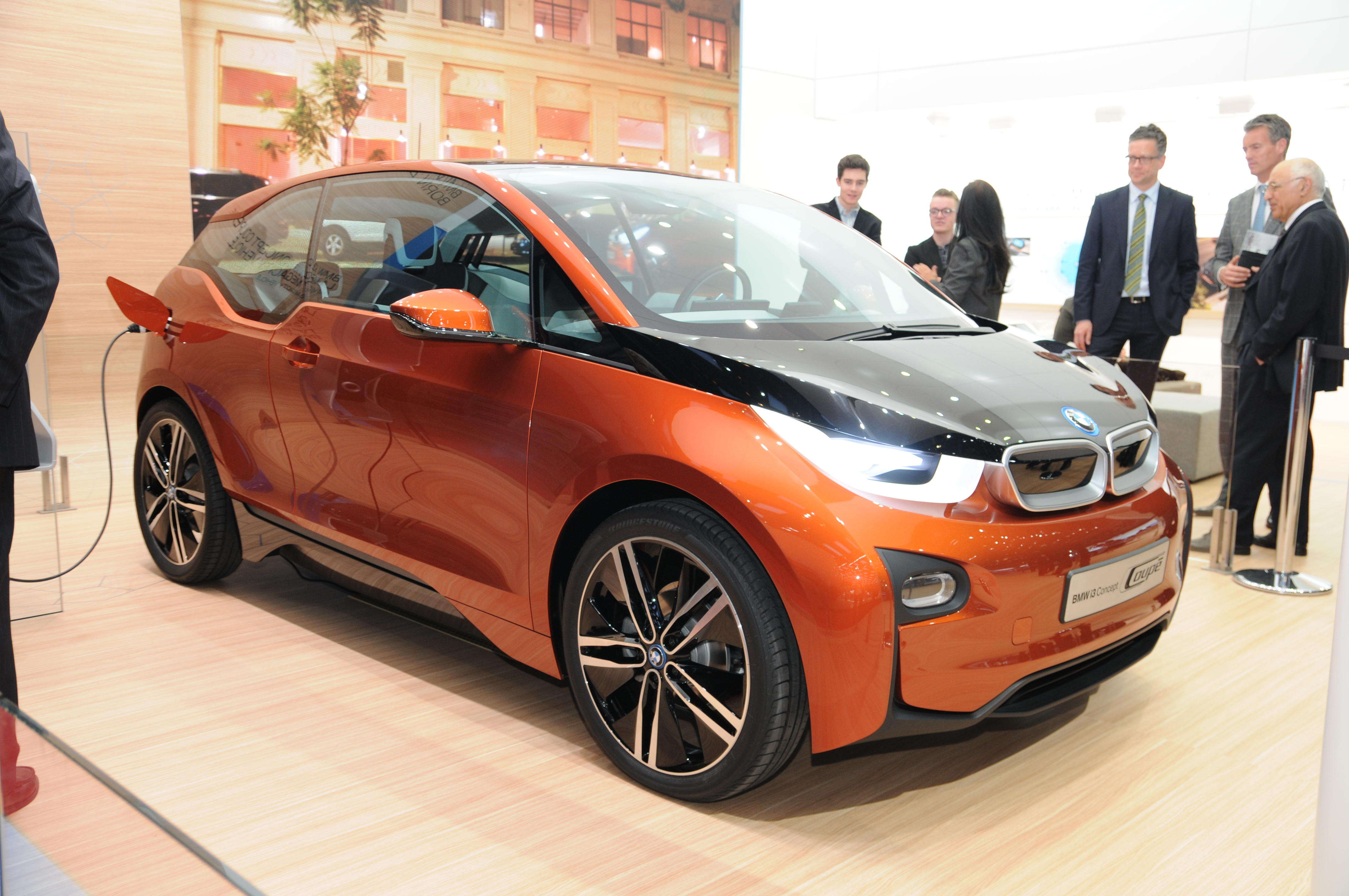
بي إم دبليو آي 3 في معرض جينيفا الدولي للسيارات.
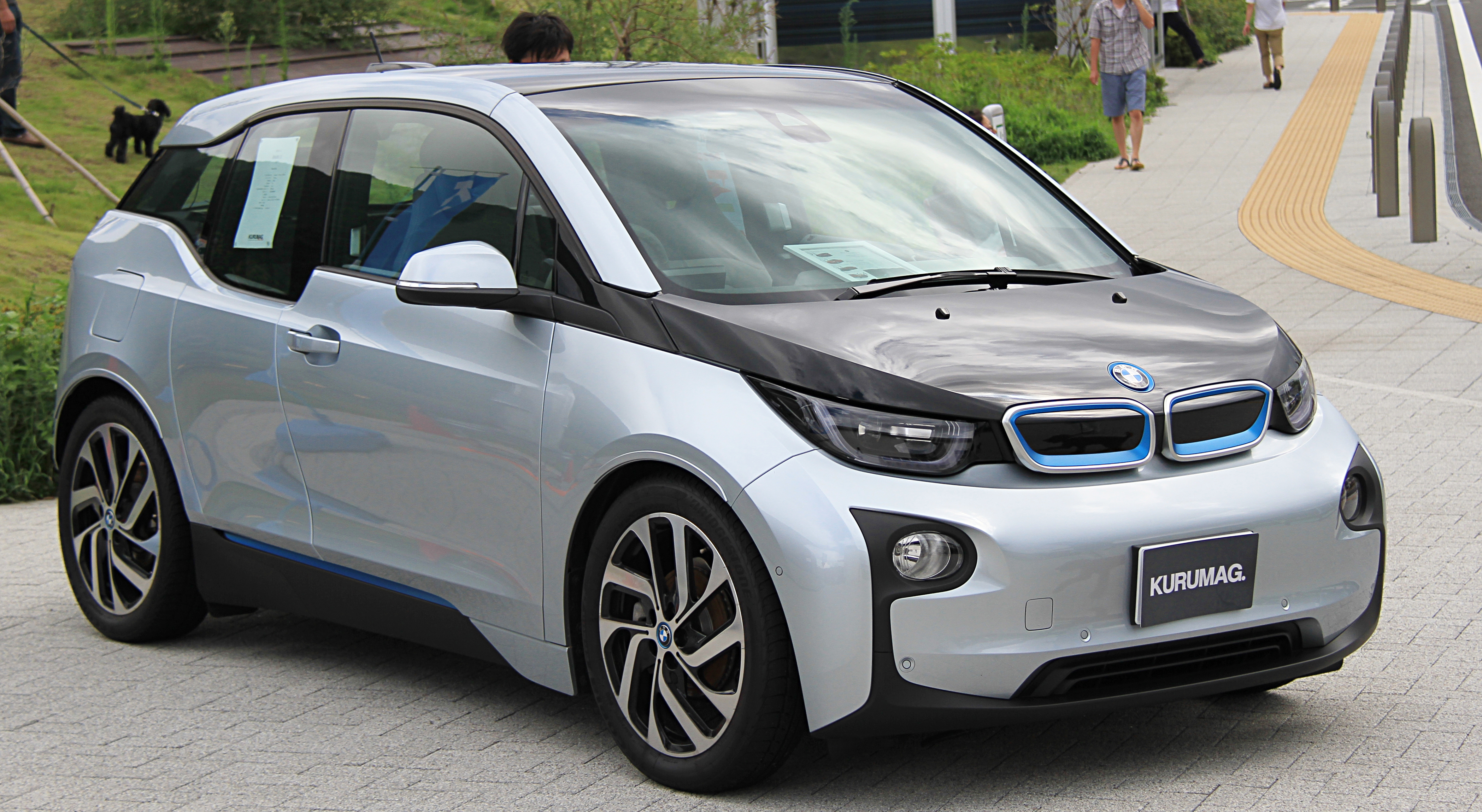
نسخة الإنتاج التجاري من بي إم دبليو آي 3